# 라레슈 두미트레스쿠
라레슈 두미트레스쿠(루마니아어: Rareș Dumitrescu, 1983년 12월 24일 ~ )는 루마니아의 펜싱 사브르 선수로, 2008년 하계 올림픽과 2012년 하계 올림픽에 참여한 경험이 있다. 2009년 세계 선수권 대회에서, 그는 개인전 준우승과 단체전 우승을 거두었다. 그는 이탈리아와의 단체전 결승 9바우트 경기에서 알도 몬타노를 11-4로 제압하였다. 그는 2012년 하계 올림픽 개인전에서 4위를 차지하였고, 단체전에서는 은메달을 획득하였다.